# Teo Fasulo
Teo Fasulo (fl. XX secolo) è stato un insegnante di educazione fisica e direttore didattico italiano.

## Biografia
Compiuti gli studi classici, si iscrive alla facoltà di Scienze economiche dell'Università “La Sapienza” di Roma, conseguendovi la laurea. Per pagarsi gli studi lavora come segretario all'YMCA (Young Men's Christian Association - Associazione Giovanile Maschile Cristiana), dove ha modo di stabilire utili contatti che gli danno l'opportunità di iniziare ad occuparsi di ginnastica e di sport, nonché di organizzare campeggi in località di mare e montagna. Sorge così l'interesse per la salute fisica e morale della gioventù, che lo porterà alla creazione del primo centro nazionale di ginnastica moderna, che viene inaugurato a Roma il 26 gennaio 1934, in Via Po 14, con il nome di Istituto “Ginnastica Moderna". A questo, dopo la guerra, si affiancheranno un secondo Istituto a Milano e due Case di Vacanza per bambini: la "Casa al Mare Il Gabbiano" a Forte dei Marmi, e la "Casa Alpina" a Cortina d'Ampezzo, detta Ca' de Nani.
Nel 1927 ottiene una borsa di studio di due anni per frequentare la Scuola Internazionale di Educazione fisica dell'YMCA a Ginevra, diramazione dell'americano Springfield College. Qui consegue il diploma come insegnante di Educazione fisica e Direttore sportivo. Prosegue gli studi con una seconda borsa di studio con la quale si reca negli Stati Uniti allo Springfield College, nello stato del Massachusetts, dove approfondisce fra l'altro alcuni aspetti legati alle tecniche della Ginnastica correttiva.
Viene spinto ad approfondire la materia viaggiando molto per l'Europa, dove conosce le varie scuole già esistenti in Svizzera, Germania, Austria, Svezia e le varie metodologie di approccio allo studio del movimento, allo scopo di precisare un metodo più moderno per la correzione e la costruzione del corpo. Oltre alle tecniche applicate da Carla Strauss nella sua Scuola "Arte del Movimento" di Milano, e alle teorie pedagogiche di Maria Montessori, approfondisce a Cannes la Ginnastica euritmica di Paul Vasseur, ispirantesi alla grazia del movimento femminile della scuola greca, mentre a Laxenburg trascorre due mesi nella Scuola "Hellerau" diretta da Rosalia Chladeck, esponente della cosiddetta “danza libera” tedesca. Importante è inoltre l'incontro con Dorothee Günther, fondatrice nel 1924, insieme a Carl Orff, della "Gunther Schule” a Monaco di Baviera, specializzata nello studio della musica, della danza e della ginnastica. Da questa scuola proviene Elena Kropp, una delle principali insegnanti dell'Istituto di Fasulo, a cui saranno affidati i corsi di Ginnastica estetica e di “Danze moderne secondo la scuola tedesca”. Conosce e apprezza inoltre la Scuola del professor Heinrich Medau, che analogamente lo indirizza verso una commistione tra discipline ginniche e Ritmica moderna, secondo un procedimento assai prossimo, sul piano teorico ed estetico, all'Euritmica di Émile Jaques-Dalcroze.
Fin dall'anno della sua fondazione, nel 1936, è inoltre docente di danza all'Accademia Nazionale d'Arte Drammatica. È tuttavia solo verso la fine degli anni Cinquanta, in seguito ad ulteriori esperienze estere, che l'Istituto di Fasulo sarà condotto ad allargare più convintamente il discorso fisico-estetico e fisico-terapeutico a quello artistico, ossia inglobare nel quadro delle discipline motorie anche la danza e le arti coreutiche propriamente dette. Questo avviene in particolare con l'ingresso di nuove insegnanti quali Anna De Angelis, allieva di Jia Ruskaja all'Accademia Nazionale di Danza, e Liliana Merlo, formatasi nelle tecniche della danza classica e moderna con Esmée Bulnes e con Margarete Wallmann in Argentina, alla quale Fasulo affida per un anno (1958-59) i corsi di danza classica, danza moderna e danza spagnola.
Tra i numerosi docenti e collaboratori presenti nei due istituti di Fasulo, dei quali sopravvive oggi solo quello di Milano, si contano nel primo trentennio Denise e Simone Binon (prime maestre di Euritmia nel 1934), il professor Aldo Volpato, incaricato dal 1946 di dirigere i corsi di Ginnastica Correttiva Respiratoria, Giorgina Ruff, Barbara Imhoff, Ebe Merega, Rita Bravin, insegnanti di Ginnastica Moderna, Lilla Grutter e Elke Flenker, maestre di Ginnastica Ritmica, Silia Vosilla, specializzata in Ginnastica Medica, Maurizio Genolini, direttore della sezione Judo, e la governante Sista Costantini. Le discipline insegnate complessivamente sono: Ginnastica Educativa, Ginnastica Correttiva Respiratoria, Ginnastica Presportiva, Cultura Fisica Estetica Respiratoria, Cultura Fisica Estetica Dimagrante, Ginnastica Ritmica, Ginnastica Ritmica e Danze Moderne, Danze Moderne Figurate, Ballo Classico, Danze Spagnole, Judo – Lotta giapponese.

## Fonti
- Teo Fasulo, Estetica e Movimento, in “Ginnastica Moderna”, IX, n.3, (settembre) 1958
- Teo Fasulo, Qualcosa da ricordare, in “Ginnastica Moderna”, X, n.1, (gennaio) 1959
- Silvio Paolini Merlo, Cronologia dell'attività artistica di Liliana Merlo, in La Città di Teramo ricorda Liliana Merlo nel primo anniversario della scomparsa, "Sessant'anni per la Danza" - Mostra documentaria (Aula Magna del Convitto Nazionale di Teramo, 18 ottobre-18 novembre 2003), a cura di S. Paolini Merlo, con interventi di Alberto Testa, Giuliana Penzi, Giammario Sgattoni, Teramo, Tip. Duemila, 2003